# 日本インディアカ協会
一般社団法人日本インディアカ協会（にほんインディアカきょうかい、Japan Indiaca Association）は、東京都台東区に本部を置く日本の一般社団法人。

## 概要
日本でのインディアカを普及・統括する業界団体である。国際インディアカ協会、日本レクリエーション協会に加盟している。事務局は東京都台東区の日本レクリエーション協会内に所在。

## 沿革
- 1977年10月1日 - 日本インディアカ振興会発足。
- 1980年3月 - 日本インディアカ協会設立。
- 1995年6月 - 法人化により、社団法人日本インディアカ協会となる。
- 2010年11月 - 一般社団法人化により、一般社団法人日本インディアカ協会となる。
- 2022年4月 - 本部を、東京都千代田区神田三崎町から、同台東区台東にある公益財団法人日本レクリエーション協会本部内に移転。

## 大会
- ジャパンフレンドシップインディアカリーグマッチ
- オールジャパンインディアカトーナメント

## 加盟団体
各都道府県協会（一部の県は未設置ないしは設置準備中）が加盟している。